# Göfis
Göfis é um município da Áustria, situado no distrito de Feldkirch, no estado de Vorarlberg. Tem 9,05 km² de área e sua população em 2019 foi estimada em 3.325 habitantes.